# (20571) Tiamorrison
(20571) Tiamorrison (1999 RA135) – planetoida z pasa głównego asteroid okrążająca Słońce w ciągu 3,35 lat w średniej odległości 2,24 j.a. Odkryta 9 września 1999 roku.